# Gili Ketapang
Gili Ketapang is een bestuurslaag in het regentschap Probolinggo van de provincie Oost-Java, Indonesië. Gili Ketapang telt 8114 inwoners (volkstelling 2010).